# 정보 프레젠터 토쿠다네!
《정보 프레젠터 토쿠다네!》(情報プレゼンター とくダネ!)는 일본의 후지 TV에서 방송됐던 아침 정보 프로그램이다. 메인 MC는 오구라 토모아키씨 맡았다.
1999년 4월 1일에 처음 방송되었으며, 2021년 3월 26일 오구라 토모아키 건강 약화로 인해 봄 개편으로 종영하였다. 후속은 〈메자마시 8〉의 방송되고 있다.